# Pichoux (Schüss)
Der Pichoux (auch Talvonne oder Pissot; französisch Le Pichoux bzw. La Talvonne oder Le Pissot) ist ein Bergbach im Berner Jura und ein linker Zufluss der Schüss. Er ist ein steiles, kleines Fliessgewässer des montanen, karbonatischen Juras im Gebiet des Naturparks Chasseral.

## Name
Der Gewässername Pichoux oder Pissot kommt auch beim Bergbach Pichoux und davon dann auch im Namen der Juraschlucht Gorges du Pichoux  weiter nördlich im Berner Jura vor. Er geht auf vlat. pissiare zurück und bezieht sich auch hier bildlich auf den Wasserfall, mit welchem der Bergbach über eine hohe Felsstufe in das Tal stürzt. Der dialektale Gewässername Pichoux steht neben ähnlichen Bezeichnungen von Wasserfällen wie der Pissevache im Kanton Wallis und der Pissechèvre im Kanton Waadt.

## Geografie

### Verlauf
Der Pichoux entspringt aus einer starken Karstquelle im Taleinschnitt von La Talvonne am Südhang des Bergzugs Montoz. Auf dessen verkarsteten Kuppen befinden sich zahlreiche Dolinen, und die Pichouxquelle ist der bedeutendste Austrittsort des versickerten Wassers auf der Südseite des Berges. Oberhalb der Quelle liegt ein höherer Abschnitt des Seitentals, das vor langer Zeit wohl vom Oberlauf das Baches entwässert wurde. Heute ist dieses Hochtal jedoch weitgehend trocken, und das versickerte Wasser erscheint erst in der Pichouxquelle wieder an der Oberfläche. Das Quellgebiet des Baches steht seit 1985 unter kantonalem Schutz.
Der Bergbach fliesst durch ein Waldgebiet zwischen den Alpweiden von La Talvonne und Rière Pros und durchquert einen engen Einschnitt an der Südflanke des Berges. Auf der Höhe von 760 m ü. M. stürzt er in einem etwa 20 Meter hohen Wasserfall über eine Felsstufe. Die spektakuläre, auf einem Waldweg erreichbare Stelle im Verlauf des Gewässers ist einer der höchsten Wasserfälle im Juragebirge.
Unterhalb dieser Stelle fliesst der Pichoux in einem steilen Bergtal über viele Kaskaden hinab und erreicht bei den Wiesen von Au Chéselet den Waldrand und die Feldflur bei der Ortschaft Péry. Hier überquert der Juraabschnitt des Jakobswegs den Bach auf einer kleinen Brücke auf dem Weg zur alten Jakobskapelle in Péry. Am Waldrand befindet sich eine Wasserfassung, aus welcher ein Kanal in die Ortschaft Péry abgeleitet wird. Der Ablauf dieses Seitenbaches erreicht oberhalb der Sägerei von Péry den nächstgelegenen Bach Terbez.

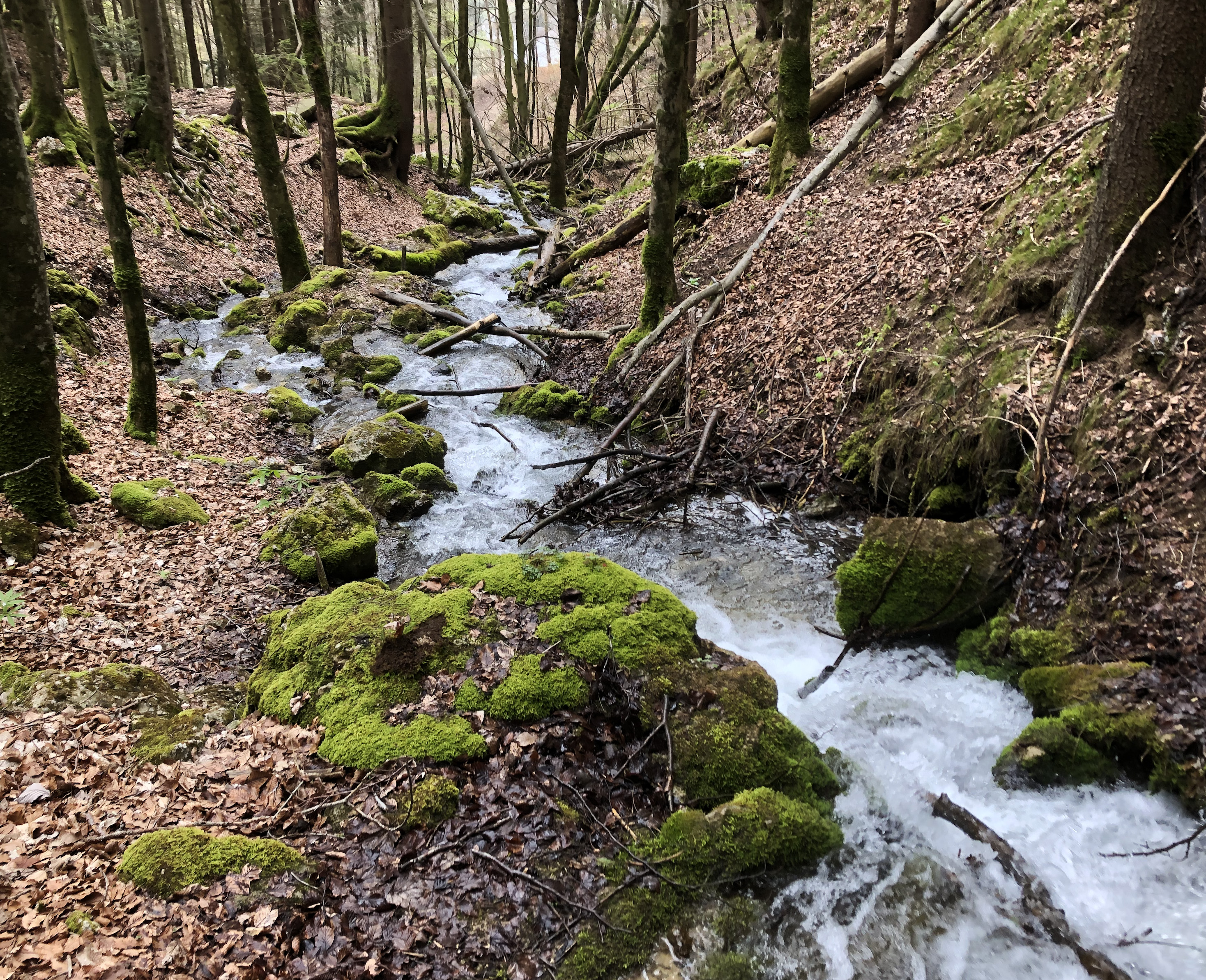
Bergbach unter dem Wasserfall

In einem aus Bruchsteinen gemauerten Kanal fliesst der Pichoux über den Abhang im Landwirtschaftsgebiet und danach eingedolt unter der Strasse Rue de la Cascade bis zur Talsohle nahe beim Fluss Schüss. Er unterquert die Hauptstrasse 6 und das Gleisfeld beim Bahnhof Reuchenette-Péry an der Bahnstrecke Biel/Bienne–La Chaux-de-Fonds und mündet direkt daneben in die Schüss.

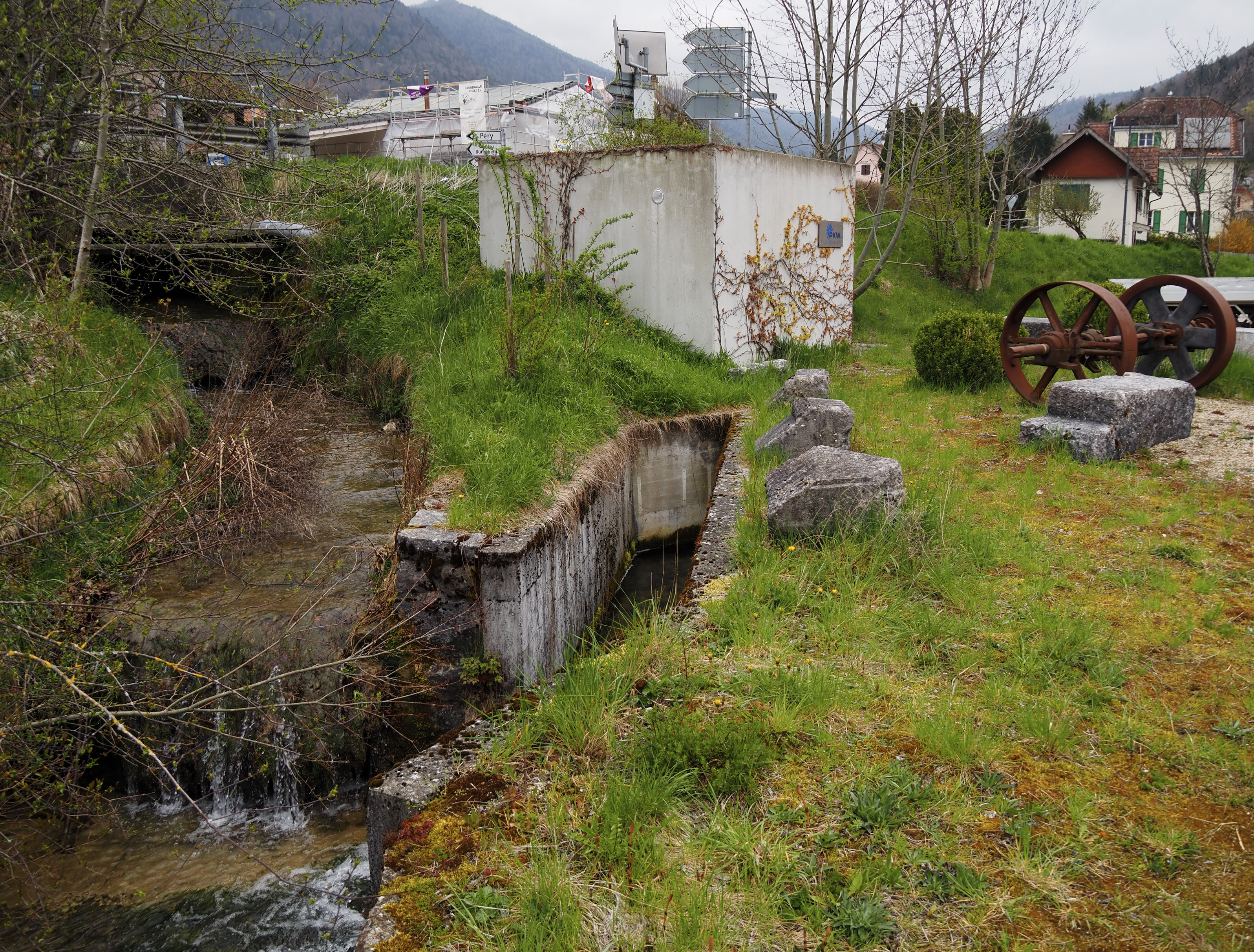
Kleinkraftwerk Pichoux in Péry

Beim Bahnhofplatz steht seit 2011 das Kleinkraftwerk Pichoux, mit dem das Gefälle von 70 Metern unterhalb des Waldrands genutzt wird.

### Einzugsgebiet
Das Einzugsgebiet des Pichoux wird durch ihn über die Schüss, die Zihl, die Aare und den Rhein zur Nordsee entwässert. Der nördliche Bereich des Einzugsgebiets ist überwiegend bewaldet, und im Süden dominieren Grünland und Siedlungen. Die höchste Erhebung ist eine namenlose Erhebung von 1291 m ü. M. im Norden des Einzugsgebiets.